# 高砂ミドリ
高砂 ミドリ（たかさご ミドリ、2000年7月11日 - ）は、日本のグラビアアイドル、タレント。青森県出身。エイジアプロモーション所属。旧芸名は大間乃 トーコ（おおまの トーコ）、高砂 翠（たかさご みどり）。 

## 略歴
2019年3月14日発売の『週刊ヤングジャンプ』（集英社）15号にて、大間乃 トーコ名義でグラビアデビュー。 
2022年10月5日、プラチナムプロダクションを退所し、高砂 翠に改名。
2023年4月22日、4月よりエイジアプロモーションに所属し、高砂 ミドリへの改名を自身のSNSで報告した。
2023年10月30日、『週刊プレイボーイ』（集英社）創刊57周年企画「NIPPONグラドル57人」にグラビアニュージェネレーションの1人として掲載。翌2024年10月7日の週プレ創刊58周年企画「NIPPONグラドル58人」では、プラチナム時代の先輩当時の天野麻菜と共演した。
2024年12月24日、『週刊SPA!』（扶桑社）の「グラビアン魂アワード2024」にて、リリー・フランキー個別賞「ミステリアス・ビューティ賞」を受賞した。

## 人物
- 趣味：温泉巡り、月刊シリーズ集め、香水集め[2]。
- 特技：心肺蘇生、50メートル走7.2秒、スポーツ全般[2]。
- 資格：語彙力検定1級[2]。
- 中学時代に「歩く袋とじ」と呼ばれた[11][12]。この二つ名は芸能デビュー後も使用している[13]。
- バストカップは小学校卒業時でDカップ、中学時にはEカップあった[12]。
- 旧芸名「大間乃トーコ」の由来は、10月5日に事務所に所属したので名前に"トーコ"、さらに青森出身であることに加え、大間のマグロのような売れっ子になるようにと名字に"大間乃"がついた[3][14]。また、現芸名「高砂ミドリ」は、世話になっているグラビアの先輩につけてもらった[12]。
- 憧れの人物として、山口小夜子、中森明菜、壇蜜の名を挙げている[13]。

## 作品

### イメージビデオ
- 大間乃トーコ DE・BUT（2020年2月17日、リバプール）[15][16]

## 出版

### 写真集
大間乃トーコ 名義
- 少女未遂（2019年10月4日、東京ニュース通信社、撮影：須崎祐次）ISBN 978-4863369955

### デジタル写真集
大間乃トーコ 名義
- 新成人。（2021年2月1日、集英社［週プレ PHOTO BOOK］、撮影：松岡一哲）共演：あにお天湯
- 大間乃トーコと学校で・・・・。（2021年6月17日、講談社［ヤンマガデジタル写真集］、撮影：髙橋慶佑）

高砂ミドリ 名義
- Hカップ・リリシズム（2023年7月12日、小学館［週刊ポストデジタル写真集］、撮影：塩原洋）
- ツナガリタイ（2023年9月4日、集英社［週プレ PHOTO BOOK］、撮影：東京祐）
- ゆれる！のけぞる！またがる！ 巨乳だらけのスポーツテスト2023（2023年10月12日、小学館［週刊ポストデジタル写真集］、撮影：LUCKMAN）共演：小島みゆ、海里、池田ゆうな、真田まこと、林凛
- pure deep（2024年3月30日、白夜書房［BRODYデジタル写真集］、撮影：高橋慶佑）
- GIRLSフェロモン（2024年8月23日、講談社［ヤンマガデジタル写真集］、撮影：Hidetoshi Narita）
- NIPPONグラドル58人（2024年10月7日、集英社［週プレ PHOTO BOOK］、撮影：LUCKMAN、藤本和典、佐藤佑一）

### 雑誌
大間乃トーコ 名義
- 週刊ヤングジャンプ 2019 No.15（2019年3月14日、集英社）
- EX MAX! 2019年6月号（2019年4月26日、ぶんか社）※表紙掲載
- 月刊サイゾー 2019年12月号（2019年11月18日、サイゾー）※表紙掲載

高砂ミドリ 名義
- 週刊ポスト 2023年7月21･28日合併号（2023年7月10日、小学館）※呂布カルマプロデュース
- 週刊プレイボーイ 2023年9月18日号（2023年9月4日、集英社）
- 週刊プレイボーイ 2023年11月13日号（2023年10月30日、集英社）※「NIPPONグラドル57人」
- 週刊プレイボーイ 2024年10月28日号（2024年10月7日、集英社）※「NIPPONグラドル58人」

## 出演

### テレビ番組
大間乃トーコ 名義
- 鎧美女 #67（2020年6月30日〈29日深夜〉、フジテレビONE） - 甲冑：黒田官兵衛
- グラパー!ボクとおやすみ前のグラドルたち（2020年12月11日、BSスカパー!）

高砂ミドリ 名義
- 中居正広の金曜日のスマイルたちへ（2023年5月26日、TBSテレビ）※再現ドラマ

### テレビドラマ
高砂ミドリ 名義
- 私の死体を探してください。 最終回（2024年10月9日、テレビ東京） - 派手な女 役

### 舞台
大間乃トーコ 名義
- 葉桜と魔笛（2020年11月24日、らんくう）※オンライン朗読劇